# Kanton Wissembourg
Wissembourg is een kanton van het Franse departement Bas-Rhin.

## Geschiedenis
Het kanton maakte tot 22 maart 2015 deel uit van het arrondissement Wissembourg, dat op die dag opging in het nieuwgevormde arrondissement Haguenau-Wissembourg. Tegelijkertijd werden de gemeenten Lembach, Niedersteinbach en Obersteinbach en Wingen overgeheveld naar het binnen het arrondissement Haguenau-Wissembourg nieuwgevormde kanton Reichshoffen.
De aangrenzende kantons Lauterbourg, Seltz en Soultz-sous-Forêts werden opgeheven. De gemeenten Kutzenhausen, Lobsann en Merkwiller-Pechelbronn van Soultz-sous-Forêts werden overgeheveld naar het kanton Reichshoffen, de overige gemeenten van de drie kantons werden toegevoegd aan het kanton Wissembourg.

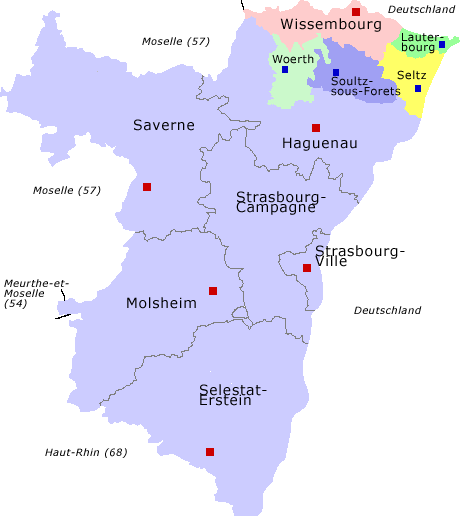
kantonindeling vóór 2015

## Gemeenten
Het kanton Wissembourg omvatte tot 2014 13 gemeenten.
Sinds 22 maart 2015 zijn dat de volgende 44 gemeenten:
- Aschbach
- Beinheim
- Betschdorf
- Buhl
- Cleebourg
- Climbach
- Crœttwiller
- Drachenbronn-Birlenbach
- Eberbach-Seltz
- Hatten
- Hoffen
- Hunspach
- Ingolsheim
- Keffenach
- Kesseldorf
- Lauterbourg
- Memmelshoffen
- Mothern
- Munchhausen
- Neewiller-près-Lauterbourg
- Niederlauterbach
- Niederrœdern
- Oberhoffen-lès-Wissembourg
- Oberlauterbach
- Oberrœdern
- Retschwiller
- Riedseltz
- Rittershoffen
- Rott
- Salmbach
- Schaffhouse-près-Seltz
- Scheibenhard
- Schleithal
- Schœnenbourg
- Seebach
- Seltz
- Siegen
- Soultz-sous-Forêts
- Steinseltz
- Stundwiller
- Surbourg
- Trimbach
- Wintzenbach
- Wissembourg